# Государственная премия Белорусской ССР
Госуда́рственная пре́мия Белору́сской ССР (бел. Дзяржаўная прэмія БССР, 1965—1991) — государственная премия, учрежденная ЦК компартии Белоруссии и Советом Министров БССР в 1965 году. Премия вручалась за творческие достижения в области науки и техники, литературы, искусства и архитектуры.
- С 1965 года существовала премия по литературе, музыке и искусству;
- с 1967 года:
  - по журналистике и
  - по архитектуре,
- с 1971 года:
  - по литературе и искусству для детей и юношества,
  - в области науки и техники.